# Flobecq
Flobecq (neerlandeză Vloesberg, dialectul picard: Flôbek) este o comună francofonă din regiunea Valonia din Belgia. Flobecq este una dintre comunele belgiene cu facilități lingvistice pentru populația flamandă. Suprafața sa totală este de 23,00 km². La 1 ianuarie 2008 avea o populație totală de 3.287 locuitori. 
Comuna Flobecq se învecinează cu comunele Ellezelles, Lessines, Brakel și Maarkedal.